# Tjornyj monakh
Tjornyj monakh (russisk: Чёрный монах, da.: Den sorte munk) er en sovjetisk spillefilm fra 1988 instrueret af Ivan Dykhovitjnyj.

## Medvirkende
- Stanislav Ljubsjin som Korvin
- Tatjana Drubitj som Tanja
- Pjotr Fomenko
- Ljubov Seljutina
- Viktor Sjternberg